# André Kuipers
André Kuipers (ur. 5 października 1958 w Amsterdamie) – holenderski lekarz i astronauta.

## Życiorys
W 1977 ukończył liceum w Amsterdamie, w 1987 uzyskał tytuł doktora medycyny na Uniwersytecie Amsterdamskim, pracował w Akademickim Centrum Medycznym w Amsterdamie, gdzie angażował się w badania nad układem równowagi, 1987–1988 był oficerem lotniczej służby medycznej. Później pracował w Centrum Medycyny Kosmicznej, zajmował się badaniami nad chorobą kosmiczną, soczewkami kontaktowymi dla pilotów, aparatem równowagi, ciśnieniem krwi w warunkach ogromnego przyśpieszenia w wirówce przeciążeniowej i warunkami mikrograwitacji w samolotach. Od 1991 brał udział w przygotowaniu, koordynacji i kontroli naziemnej fizjologicznych eksperymentów Europejskiej Agencji Kosmicznej dla misji kosmicznej. 5 października 1998 został wybrany jako kandydat na astronautę, w 2002 ukończył podstawowy program szkoleniowy dla astronautów w Centrum Wyszkolenia Kosmonautów im. J. Gagarina w Gwiezdnym Miasteczku. Od 19 do 30 kwietnia 2004 jako inżynier lotu uczestniczył w misji Sojuz TMA-4/Sojuz TMA-3 na Międzynarodową Stację Kosmiczną, trwającej 10 dni, 20 godzin i 52 minuty. W 2005 i 2007 był w załogach rezerwowych podczas misji na Międzynarodową Stację Kosmiczną. Od 21 grudnia 2011 do 1 lipca 2012 brał udział w misji Sojuz TMA-03M/Ekspedycja 30/Ekspedycja 31 na Międzynarodową Stację Kosmiczną, trwającej 192 dni, 18 godzin i 58 minut.
Łącznie spędził w kosmosie 203 dni, 15 godzin i 50 minut. Jest oficerem Orderu Oranje-Nassau.
Stowarzyszenie Uczestników Lotów Kosmicznych (Association of Space Explorers) przyznało mu Universal Astronaut Insignia za lot orbitalny (nr 432).